# Вошберн (Іллінойс)
Вошберн (англ. Washburn) — селище (англ. village) в США, в округах Маршалл і Вудфорд штату Іллінойс. Населення — 1032 особи (2020).

## Географія
Вошберн розташований за координатами 40°55′13″ пн. ш. 89°17′32″ зх. д. / 40.92028° пн. ш. 89.29222° зх. д. (40.920317, -89.292123).  За даними Бюро перепису населення США в 2010 році селище мало площу 1,98 км², уся площа — суходіл. В 2017 році площа становила 1,86 км², уся площа — суходіл.

## Демографія
Згідно з переписом 2010 року, у селищі мешкало 1155 осіб у 436 домогосподарствах у складі 302 родин. Густота населення становила 582 особи/км².  Було 468 помешкань (236/км²).
Расовий склад населення:
| - 97,7 % — білих - 0,4 % — чорних або афроамериканців - 1,1 % — осіб інших рас |

До двох чи більше рас належало 0,8 %. Частка іспаномовних становила 2,6 % від усіх жителів.
За віковим діапазоном населення розподілялося таким чином: 28,2 % — особи молодші 18 років, 57,9 % — особи у віці 18—64 років, 13,9 % — особи у віці 65 років та старші. Медіана віку мешканця становила 34,3 року. На 100 осіб жіночої статі у селищі припадало 100,5 чоловіків;  на 100 жінок у віці від 18 років та старших — 96,0 чоловіків також старших 18 років.
Середній дохід на одне домашнє господарство  становив 59 178 доларів США (медіана — 46 917), а середній дохід на одну сім'ю — 66 403 долари (медіана — 52 639). Медіана доходів становила 41 000 доларів для чоловіків та 35 446 доларів для жінок. За межею бідності перебувало 7,7 % осіб, у тому числі 9,1 % дітей у віці до 18 років та 7,4 % осіб у віці 65 років та старших.
Цивільне працевлаштоване населення становило 444 особи. Основні галузі зайнятості: освіта, охорона здоров'я та соціальна допомога — 24,8 %, виробництво — 17,3 %, будівництво — 10,8 %, роздрібна торгівля — 7,2 %.